# Teodorico Caporaso
Teodorico Caporaso (* 14. September 1987 in Benevent) ist ein italienischer Geher.

## Leben
Teodorico Caporaso stammt aus Benevent. Im Alter von 17 Jahren wechselte er von seinem lokalen Leichtathletikverein und nahm unter Diego Perez das Training auf. Nach seinem Schulabschluss am Liceo Scientifico G.Rummo in Benevent studierte er Energie-Ingenieurwesen an der Universität Sannio und erlangte zunächst den Abschluss Bachelor of Science im Jahr 2010. Bis 2014 folgte ein Studium im Fach in Mechanical Engineering an der Universität Neapel Federico II. Er schloss es mit der Arbeit „Design of a system to control the flight time in the race walking“ mit dem Master of Science ab und promovierte anschließend in diesem Fach. Caporaso absolvierte eines seiner Praktika an der Technischen Universität Chemnitz. Seit 2017 ist er Soldat der italienischen Luftwaffe und bekleidet den Dienstgrad eines Airman First Class.

## Sportliche Laufbahn
Caporaso nahm 2005 zum ersten Mal an Italienischen Meisterschaften teil und belegte bei den U20-Meisterschaften den sechsten Platz über 10 km. Ein Jahr darauf gewann er die Silbermedaille über diese Distanz. Zuvor gewann er im Juni 2006 die Goldmedaille über die doppelte Distanz und wurde damit Italienischer U20-Meister. 2007 gewann er die Bronzemedaille bei den Italienischen U23-Meisterschaften. 2008 verbesserte er sich im Oktober in der Schweiz auf eine Zeit von 1:29:28 h über 20 km. Ein Jahr später belegte er beim Geher-Meeting im tschechischen Poděbrady mit einer Zeit von 1:29:00 h den neunten Platz. Im Oktober bestritt er seinen ersten Wettkampf über die 50-km-Distanz. 2010 steigerte er sich auf dieser Distanz auf eine Zeit von 4:07:34 h. Im Juni belegte er den vierten Platz über 20 km bei den Italienischen Meisterschaften. 2011 gewann er schließlich die Silbermedaille bei den Italienischen Meisterschaften über 20 km, zudem die Bronzemedaille über 50 km, wobei er sich auf eine Zeit von 4:01:00 h verbesserte. 2012 blieb er das erste Mal unter der Marke von vier Stunden und konnte sich im Mai 2013 bis auf 3:56:45 h steigern. Damit war er für die Weltmeisterschaften in Moskau und damit für seine ersten internationalen Meisterschaften qualifiziert. Dort kam er nicht an seine Bestzeit heran und erreichte schließlich als 41. das Ziel.
2014 trat Caporaso auch zum ersten Mal bei den Europameisterschaften an und belegte in Zürich den 19. Platz. 2015 stellte er in Murcia beim Europäischen Geher-Cup in 3:51:44 h eine neue Bestzeit auf. Ende August trat er in Peking zum zweiten Mal bei den Weltmeisterschaften an und verbesserte sich dabei auf den 25. Platz. 2016 stellte er im Mai in Rom im Rahmen der Team-Europameisterschaften im Gehen seine persönliche Bestleistung von 3:48:29 h auf und war damit für die Olympischen Sommerspiele in Rio de Janeiro qualifiziert. Dort ging er im August an den Start, wurde im Laufe des Wettkampfes allerdings disqualifiziert. Die nächsten Jahre waren für ihn durch eine Vielzahl an Verletzungen geprägt. Erst 2019 konnte er sich mit einer Zeit von 3:49:14 h in der Weltspitze zurückmelden und war damit für seine dritte Teilnahme an den Weltmeisterschaften qualifiziert, konnte in Doha allerdings den Wettkampf nicht beenden. 2021 gewann er Caporaso im Februar über 50 km seinen ersten Italienischen Meistertitel. Im Mai stellte er seine persönliche Bestzeit von 1:23:00 h über 20 km auf. Er ist für die Olympischen Sommerspiele in Tokio qualifiziert. Für das Training in Vorbereitung auf die Spiele nutzte Caporaso das Gelände des Militärflughafens Capodichino am Flughafen Neapel. Den Wettkampf Anfang August konnte er schließlich nicht beenden.

## Wichtige Wettbewerbe
| Jahr                | Veranstaltung           | Ort                 | Platz               | Disziplin           | Zeit                |
| Startet für Italien | Startet für Italien     | Startet für Italien | Startet für Italien | Startet für Italien | Startet für Italien |
| ------------------- | ----------------------- | ------------------- | ------------------- | ------------------- | ------------------- |
| 2013                | Weltmeisterschaften     | Moskau              | 41.                 | 50 km Gehen         | 4:05:25 h           |
| 2014                | Europameisterschaften   | Zürich              | 19.                 | 50 km Gehen         | 3:58:23 h           |
| 2015                | Weltmeisterschaften     | Peking              | 25.                 | 50 km Gehen         | 3:56:58 h           |
| 2016                | Olympische Sommerspiele | Rio de Janeiro      |                     | 50 km Gehen         | DSQ                 |
| 2019                | Weltmeisterschaften     | Doha                |                     | 50 km Gehen         | DNF                 |
| 2021                | Olympische Sommerspiele | Tokio               |                     | 50 km Gehen         | DNF                 |

## Persönliche Bestleistungen
Freiluft
- 5000-m-Bahngehen: 20:32,6 min, 30. Mai 2009, Lignano Sabbiadoro
- 10-km-Gehen: 42:17 min, 28. August 2010, Sterzing
- 20-km-Gehen: 1:23:00 h, 16. Mai 2021, Poděbrady
- 50-km-Gehen: 3:48:29 h, 8. Mai 2016, Rom

Halle
- 5000-m-Gehen: 20:33,59 min, 5. Februar 2012, Neapel